# Ivan Hočevar (general)
Ivan Hočevar, slovenski general, * 16. november 1933, † 21. januar 2021, Ljubljana.
15. maja 1990 je kot komandant Republiškega štaba Teritorialne obrambe Socialistične republike Slovenije (TO RS) izdal ukaz (katerega je podpisal njegov načelnik Drago Ožbolt‎) o premestitvi orožja TO RS iz lastnih skladišč v skladišča pod nadzorom Jugoslovanske ljudske armade (JLA); s tem je bila TO RS skoraj popolnoma razorožena (nekateri OŠTO niso izpolnili ukaza) in praktično razformirana. Ukaz je bil izdan dva dni pred prisego Demosove vlade, ki se je prizadevala za osamosvojitev Slovenije.